# Opel Manta
 (février 2019).
L’Opel Manta est un coupé de la marque automobile allemande Opel produit de 1970 à 1988 en deux générations : Manta A (1970-1975) et Manta B (1975-1988). Opel en avait décidé à l'époque la production pour rivaliser avec la Ford Capri. Partageant sa plate-forme avec la première Opel Ascona, l'Opel Manta est remplacée en 1988 par l’Opel Calibra. Tous modèles confondus, elle aura été produite à 498 553 exemplaires.

## Opel Manta A
La Manta A avait une carrosserie autoporteuse en acier avec des parties arrière et avant qui absorbaient les chocs. Les versions Manta, Manta L et Manta SR étaient disponibles à partir de septembre 1970.
Les roues avant étaient suspendues individuellement à des bras transversaux de longueur inégale avec des ressorts hélicoïdaux, des amortisseurs télescopiques et une barre de torsion stabilisatrice. L'essieu arrière était un essieu à timon rigide avec ressorts hélicoïdaux, bras oscillants longitudinaux et barre Panhard, comme sur la Kadett B de 1967. Il était également appelé essieu à joint central par Opel. La partie arrière de l'arbre à cardan à partir de l'articulation à cardan était guidée dans un tube de support mobile longitudinalement, qui était relié de manière rigide au boîtier du différentiel.
La Manta A a d'abord été proposée avec trois moteurs CIH différents avec un arbre à cames en tête : Deux variantes de 1,6 litre avec 68 ch (50 kW) et 80 ch (59 kW) ont été obtenues à partir du moteur 1700 Rekord C en réduisant l'alésage de 3 mm. La troisième variante était le moteur 1,9 litre de la Rekord C avec 90 ch (66 kW). En 1972, un moteur 1,2 litre à arbre à cames latéral provenant de la Kadett et développant 60 ch (44 kW) a été ajouté. La boîte de vitesses entièrement synchronisée à quatre rapports, avec un levier de vitesses court sur la console centrale, était appelée « Sportschaltung » dans la publicité.
Toutes les versions de l'Opel Manta étaient livrées sous la forme d'un coupé sport à cinq places. Le capot moteur allongé, articulé à l'avant, ainsi que la partie arrière avec quatre feux arrière ronds, les larges portes avec des fenêtres sans cadre et la calandre noire avec quatre phares ronds étaient particulièrement remarquables. Alors que la Manta et la Manta L étaient encore livrées avec des enjoliveurs, la Manta SR était équipée de série de roues sport en acier sans enjoliveurs. Les occupants de la Manta étaient assis dans une cellule de sécurité avec une colonne de direction de sécurité absorbant les chocs. Les sièges étaient très enveloppants et confortables. Un toit en vinyle était disponible moyennant un supplément, mais il favorisait la corrosion, car l'humidité s'accumulait sous la feuille de PVC collée.
À partir du 1er janvier 1976, la loi sur le plomb dans l'essence exigea un carburant à plus faible teneur en plomb. Opel adapta alors ses moteurs aux exigences légales. Les puissances furent ainsi réduites de 50 kW (68 ch) à 44 kW (60 ch) pour le 1,6 litre-N, de 59 kW (80 ch) à 55 kW (75 ch) pour le 1,6 litre-S, et le moteur 1,9 litre n'avait plus que 65 kW (88 ch) au lieu de 66 kW (90 ch). Le moteur 1,2 litre de 44 kW (60 ch) restait inchangé. Cependant, à partir de juin 1975, la puissance du moteur 1,9 litre a de nouveau été augmentée à 66 kW (90 ch) avec le carburateur à registre à flux descendant Zenith INAT 35/40. La Manta A a été produite à 498 553 exemplaires.

## Opel Manta B
En septembre 1975, Opel présente un relifting de son coupé Manta, la Manta B.
La gamme commence par le petit 1200 N fabriqué de fin 75 à 1979, 308 exemplaires sortiront de l'usine. Moteur de 1 169 cm3 pour 55 ch à 5 600 tr/min, ce qui donne approximativement 78 N m à 3 600 tr/min pour un poids total de 930 kg. Le réservoir contient 45 litres pour une consommation moyenne de 8,1 l/100 km, sa vitesse maximum est de 143 km/h.
Vient ensuite le 1200 S de 1975 - 1979 (28 502 exemplaires), de même conception que le 1200 N.
Il développe 60 ch à 5 400 tr/min pour une poussée de 90 N m à 3 000 tr/min ; sa consommation moyenne est de 7,9 l/100 km, pour une vitesse de pointe de 147 km/h.
Arrive ensuite le 1300 N de 1978 - 1981 (4 736 exemplaires).
La cylindrée et de 1 281 cm3 pour 60 ch à 5 800 tr/min, ce qui donne 96 N m à 3 800 tr/min pour une vitesse de près de 150 km/h avec une consommation en dessous de 8,7 l/100 km.
Le 1300 S de 1977 - 1986 (13 968 exemplaires), avec toujours une cylindrée de 1 281 cm3 mais une puissance portée à 75 ch à 5 800 tr/min pour 105 N m à 3 800 tr/min.
La consommation reste raisonnable avec 7,8 l/100 km mais en conduite urbaine la consommation peut facilement monter à 13 l/100 km. La vitesse de pointe atteint les 170 km/h.
En avril 1982, la carrosserie est remaniée : spoiler avant intégré et pare-chocs arrière en plastique teinté. Les Manta sont désormais dénommées « GT » (la petite 1300 N) et la S est appelée Manta GT/J. Le modèle Berlinetta constitue toujours le plus luxueux de la gamme.
La quasi-totalité des Manta adopte des déflecteurs latéraux et sur la GT/E le spoiler arrière en prime (on parle parfois de Manta C).
Un nouveau moteur apparaît, le 1800 S. En juin 1982 arrive le montage d'un carburateur Varajet II à starter manuel (la majorité reste en starter automatique) sur le 1300. Il reste fiable mais sera souvent défectueux une fois encrassé.
Le 1600 N de 1975 - 1981 (31 653 exemplaires), avec 1 584 cm3. Il propose 60 ch à 5 000 tr/min pour 105 N m à 3 200 tr/min, pour une masse totale de 930 kg, un réservoir de 50 litres et une consommation de 9,4 l/100 km. Il affiche 150 km/h en vitesse maximum.
Le 1600 S de 1975 - 1982 (49 654 exemplaires) de 1 584 cm3, qui développe 75 ch à 5 000 tr/min avec 117 N m à 3 800 tr/min et une consommation de 8,4 l/100 km. La vitesse de pointe est la même que pour le 1600 N.
En 1976, Opel propose la GT/E à injection dont le moteur de 1,9 litre développe 105 ch pour un poids de 1000 kg. En 1979, la GT/E est équipée d'un moteur 2 litres d'une puissance de 110 ch. En 1986, la GT/E subit quelques menues modifications et devient GSi.
Le 1800 S de 1982 - 1988 (33 115 exemplaires). Moteur de 1 771 cm3 pour 90 ch à 5 400 tr/min, 143 N m entre 3 000 et 3 900 tr/min. Son poids est d'une tonne, avec un réservoir de 50 litres et une consommation de 8,5 l/100 km pour une vitesse de pointe portée à 175 km/h.
Consommation :
à 90 km/h : 6,4 l/100 km
à 120 km/h : 8 l/100 km
cycle urbain : 11 l/100 km

### Manta I200
Moteur 4 cylindres de 1 956, 125 ch à 5 900 tr/min (le taux de compression est de 9,4), 163 N m à 4 700 tr/min, boîte Getrag 5 vitesses, rapport de pont 3,44, suspension spéciale rabaissée.
Décoration spéciale " Rothmans ".
Spoiler avant spécial avec pare-chocs incorporé, jeu de garde-boue. Spoiler arrière (3 parties) style M 400, jantes alu 6x14 avec pneus 195/60 HR 14, sièges sport, volant sport, pare-brise triplex, optiques H4 iode. Sa vitesse de pointe est de 196 km/h.

### Manta I240
Moteur 4 cylindres de 2 396 cm3 qui développe 136 ch pour 206 N m à 4 100 tr/min, boîte getrag 5 vitesses, rapport de pont 3,44, suspension spéciale rabaissée. Freins à disque, décoration spéciale. Spoiler avant spécial avec pare-chocs incorporé. Jeu d'élargisseurs d'ailes, spoiler arrière (3 parties) style M 400.
Roues Irmscher avant 7 x 15 avec pneus de 195/50/15 et roues arrière en 7x15 montées en 205/50/15. Calandre 4 phares (H4 + H1) en option. Vitesse de pointe de 202 km/h.

### Manta I300
Moteur 6 cylindres de 2 968 cm3 développant 176 ch avec un couple de 232 N m dès 4 000 tr/min.
Le taux de compression ne change pas (9,4), le reste est quasi identique à la Manta I200, hormis le pont qui est un 3,14.
Les 4 jantes sont des 8x15 en 225/50 VR 15 ; les freins sont les mêmes que ceux de la I240 ; la décoration intérieure la même que pour la I200.
La vitesse de pointe est de 220 km/h.

### Manta 400
Moteur 4 cylindres, 2 400 cm3 à flux transversal, 16 soupapes, 2 arbres à entraînement par chaîne. Système d'injection L. jetronic 144 ch DIN (106 kW) à 5 200 tr/min. Version Sport : 240 ch DIN (176 kW).
Vilebrequin à 5 paliers et 8 contre-poids, taux de compression de 9,4. Boîte 5 vitesses. Embrayage monodisque à sec 9, l'essieu arrière provient de la Commodore A avec un pont autobloquant, amortisseur à gaz à l'avant et à l'arrière. Essieu arrière à 5 bras. 4 freins à disque (ventilés à l'avant).
Jantes en alliage léger 6x14 montées avec pneus à carcasse radiale acier en 195/60 VR 14 à 5 trous.
Becquets avant et arrière. Phares à iode.
Pare-brise en verre feuilleté. Stylisme spécial des sièges et des bandes (sièges Recaro). Deux rétroviseurs sport.
Volant sport 3 branches. Compte-tours, manomètre de pression d'huile. Voltmètre. Essuie-glace à vitesse intermittente.
En compétition, le modèle développe jusqu'à 275 ch DIN.

#### Manta 400 Groupe B
L'Opel Manta 400 Groupe B commence sa carrière en rallye durant la saison 1983 en remplacement de l'Opel Ascona 400.
Voiture à l'architecture dite « classique », c'est-à-dire avec moteur atmosphérique placé à l'avant et seules roues arrière motrices, elle ne remporte aucune épreuve mondiale mais s'impose dans plusieurs championnats nationaux.

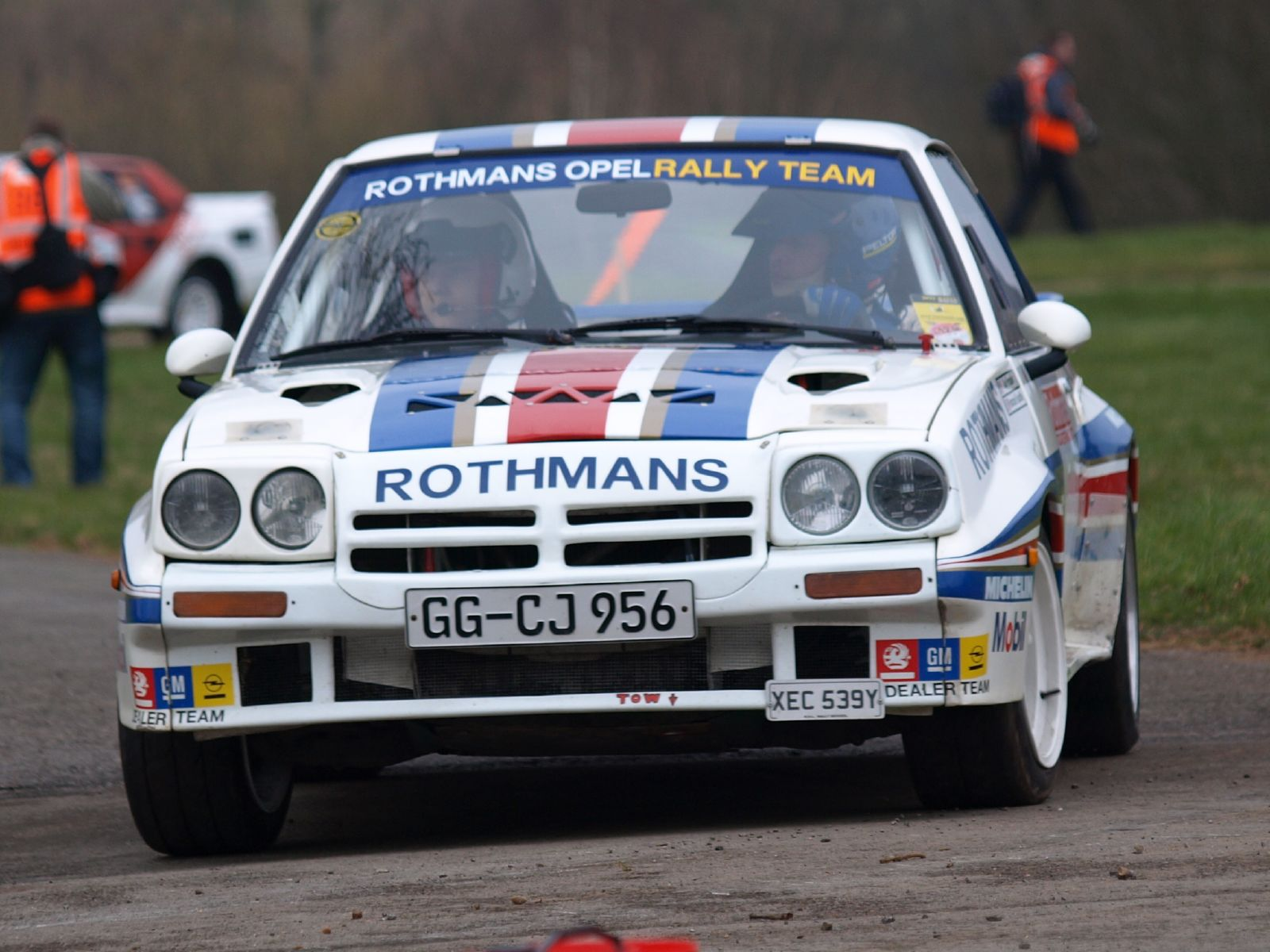
L'Opel Manta 400 de Guy Fréquelin.
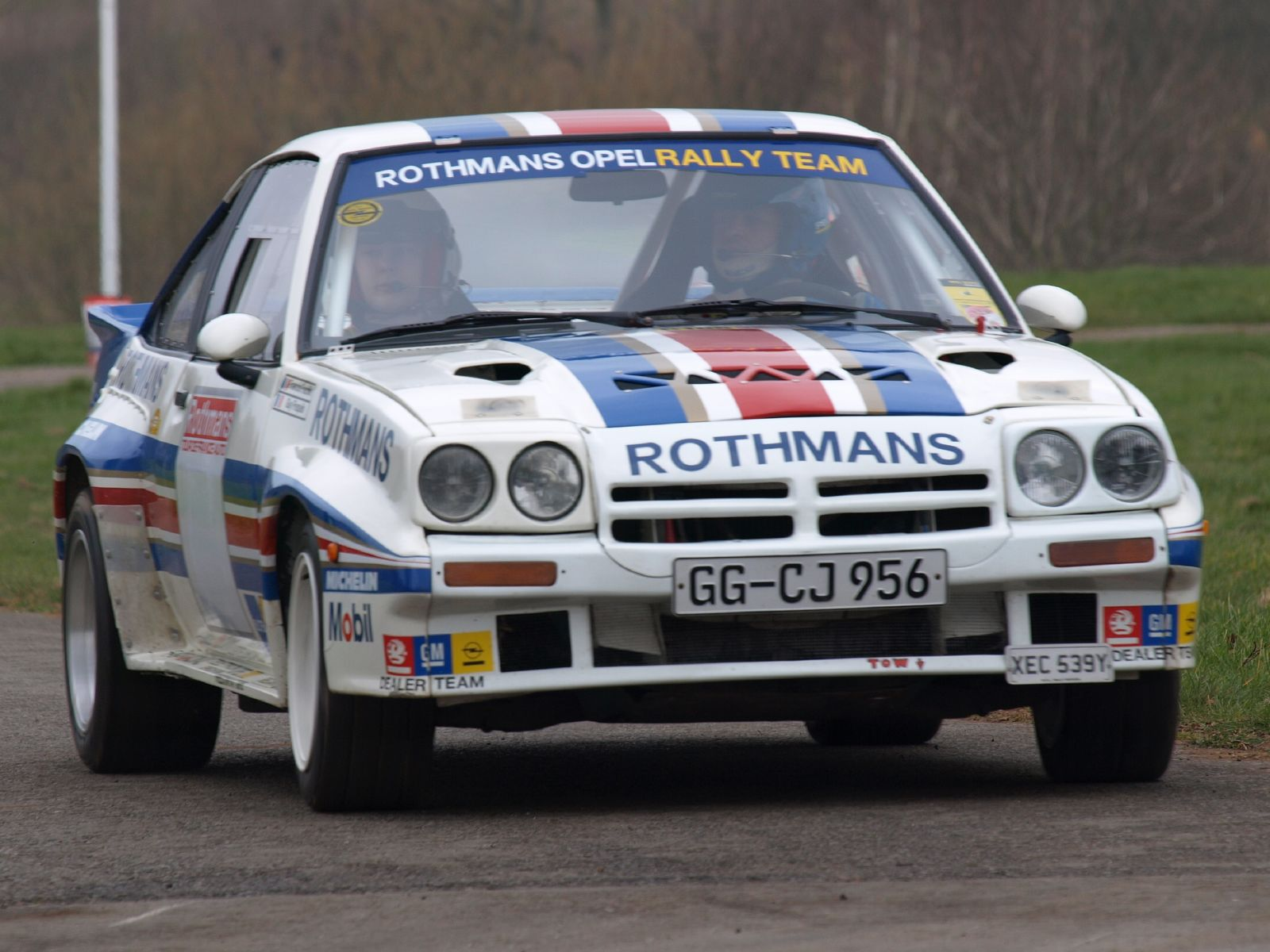
La même (à la Race Retro 2008).
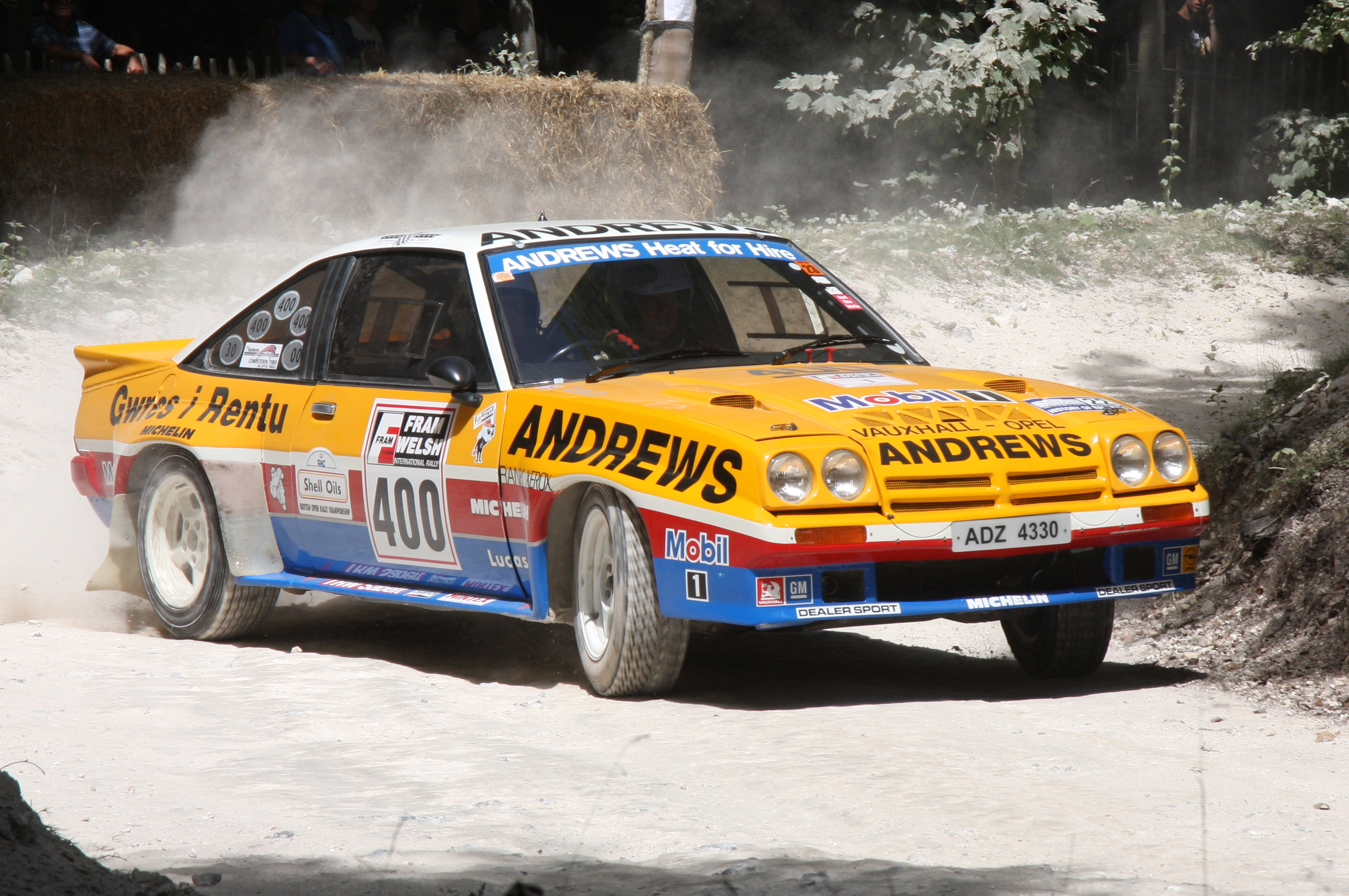
La Manta 400 de Russell Brookes.

Aux mains de l'équipage belge Guy Colsoul et Alain Lopes (copilote), l'Opel Manta 400 occupe la tête du rallye-raid Paris-Dakar durant une semaine face aux 4x4, alors qu'elle ne dispose que de deux roues motrices. Résultat final, une quatrième place au classement général (premier en 4x2).
L'Opel Manta 400 a également roulé dans le championnat VLN ainsi qu'au 24 Heures du Nürburgring. En août 2014, l'Opel exploitée par le Kissling Motorsport a couru sa 100e course en VLN. Elle a notamment remporté près de 38 victoires de classe et obtenu en tout 57 podiums. 
Podiums en WRC :
- 2e au Rallye Safari 1984 (Aaltonen/Drews) ;
- 3e au Rallye de Grande-Bretagne 1983 (McRae/Grindrod).

### Manta 1800S Guy Fréquelin
En 1984, pour honorer les titres en rallye de Guy Fréquelin sur la Manta 400, Opel décide de prélever sur la chaîne d'assemblage de la GT une série très limitée (500 assemblées), avec peu de communication de la marque pour la France, la suisse et la Belgique. 
Sans numéro de châssis spécifique, ses seules spécifications sont :
- Carrosserie coupé et blanche exclusivement ;
- « Aux couleurs d'Opel/Rothmans Racing Team », avec stickers bleu, rouge, or et blanc extérieurs courant sur le tour de la voiture, ainsi qu'une couronne de lauriers entrelacée avec le blitz signé Guy Fréquelin ;
- Ciel de toit gris ;
- bas de caisse monoblock ;
- aileron 3 parties (type 400) ;
- Seule véritable option spécifique, un volant trois branches noir tulipé.

Elle reste donc fondamentalement une GT de 1984 et davantage une série limitée de GT que de Manta. Cela fait cependant d'elle un modèle rare et un collector de la marque, difficile à trouver en tant que modèle authentique car les stickers étaient disponibles en vente libre dans les concessions en tant qu'accessoires et pouvaient donc être apposés sur une GT, GSI, CC...

## Opel Manta C
En juillet 2021, lors d'une conférence de Stellantis dédiée aux futurs véhicules électriques, Michael Loscheller le PDG d'Opel annonce une troisième génération de Manta. Elle sera désormais électrique mais sous forme de SUV coupé à 4 portes.